# Фонд Конрада Аденауера

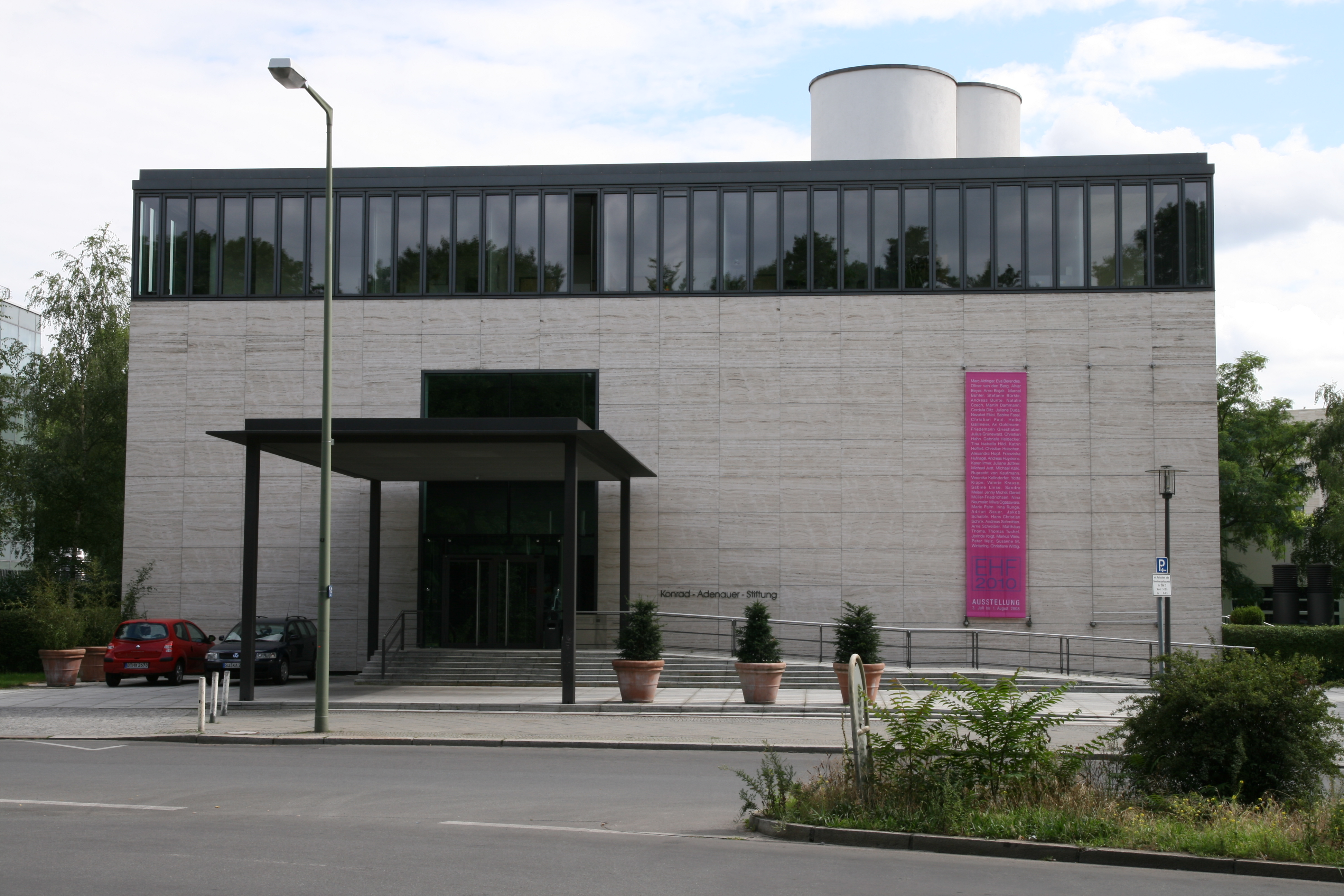
Офіс фундації у Берліні.

Фонд Конрада Аденауера (нім. Konrad-Adenauer-Stiftung) (KAS) — німецька дослідницька фундація, пов'язана з Християнсько-демократичним союзом. Фонд заснований 1956 року як «Товариство для християнсько-демократичної просвітницької роботи» й перейменований на честь колишнього канцлера Конрада Аденауера 1964 року. Штаб-квартири фонду розташовані в Занкт-Аугустіні поблизу Бонна та в Берліні.
Влітку 2024 року фонд був визнаний «небажаним» у Росії.

## Напрямки діяльності
Це найбільша політично пов'язана дослідницька фундація в Німеччині зі щорічним бюджетом близько €100 мільйонів, більшість з яких надходить від уряду. Фонд фінансує політичні дослідження і дослідження в соціальних науках.

## Ідентичні фундації
Інші німецькі партії також використовують правову форму фундація для зв'язків із громадськістю. Такими фундаціями є:
- Фундація Ганса Зіделя (ХСС)
- Фундація Фрідріха Еберта (СДПН)
- Фундація Фрідріха Наумана
- Фундація Генріха Белля
- Фундація Рози Люксембург

## Напрями діяльності в Україні
- Розвиток демократії та правової держави
- Європейська та євроатлантична інтеграція
- Соціальна ринкова економіка

Фонд організовує круглі столи, конференції, подіумні дискусії та лекції з метою ґрунтовного обговорення та політичного аналізу суспільно важливих тем. У рамках політичної освіти та надання консультацій фонд влаштовує семінари, ділові ігри та тренінги, випускає книжки та серію публікацій «Policy Papers», у яких надаються результати дискусій та рекомендації до дій.
Голова Фонду Конрада Аденауера Норберт Ламмерт 24 лютого 2022 р. у публічній заяві засудив російську агресію, назвавши це нападом на тільки на Україну, а й на європейський і міжнародний порядок. Після початку повномасштабної війни Фонд продовжує підтримувати Україну на її шляху до європейської демократії та верховенства права.

## Представництво в Україні
Утворене 1994 року. З метою політичних та економічних перетворень в Україні фонд, станом на квітень 2009 реалізував понад 500 проєктів, спрямованих на
- підтримку демократичного розвитку,
- побудову громадянського суспільства,
- ствердження вільних ЗМІ
- консолідацію демократичних інститутів.

Фонд підтримує демократичні політичні партії України та їхні молодіжні організації. Офіс фонду в Києві сприяє налагодженню прямих контактів українських політиків з Німеччиною та Європою. Фонд також підтримує молодих політиків та обдарованих студентів.